# Verbindings- en Commandovoertuig

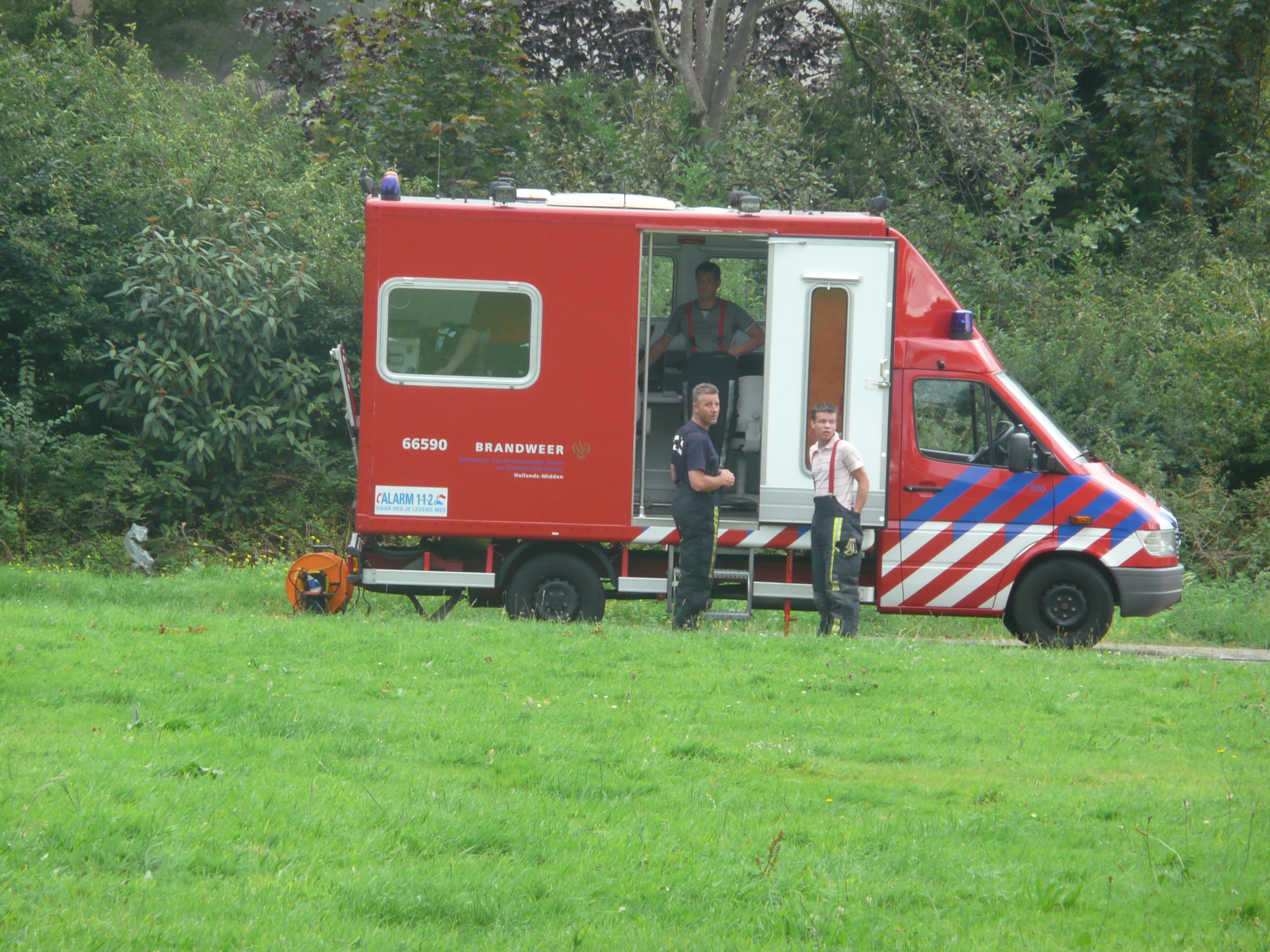
Een VC-2 in gebruik bij de Nederlandse brandweer

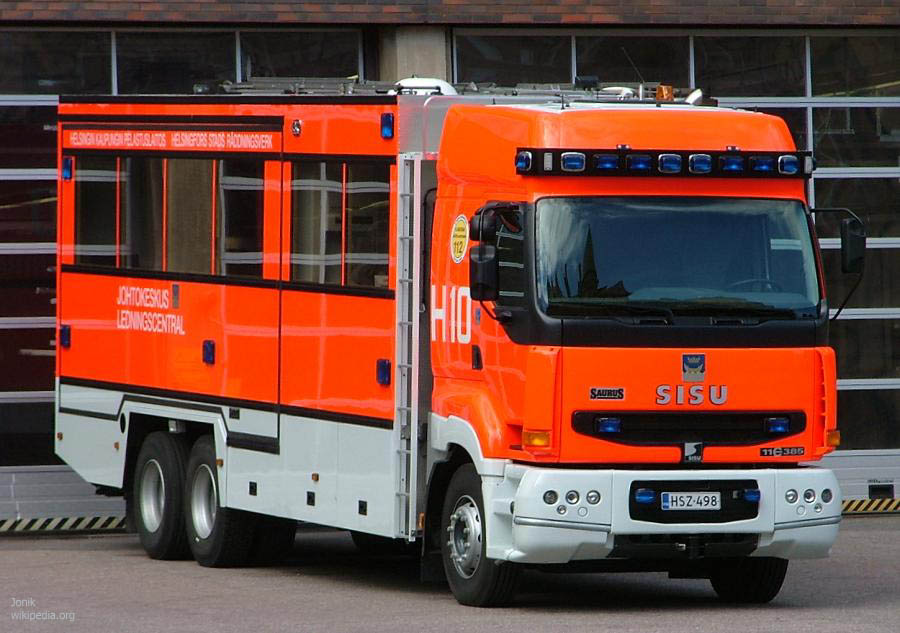
Een brandweer verbindings- en commandovoertuig in Finland

Een Verbindings- en Commandovoertuig, vaak afgekort tot VC (in België CP-OPS genoemd) is een voertuig dat ingericht is voor communicatie en commandovoering tussen de verschillende eenheden van de hulpdiensten tijdens een incident. Afhankelijk van de grootte van het voertuig wordt ook ruimte geboden om te overleggen.

## Nederland
De Nederlandse brandweer kent drie typen VC, in verband met de opschaling tijdens een incident wordt bij elke stap een grotere VC ingezet. Alle VC's zijn uitgerust met C2000 communicatieapparatuur. Door de komst van C2000 is de noodzaak voor een VC sterk afgenomen, waardoor in verschillende regio's de VC-2 is afgeschaft of niet meer ingezet wordt.

### VC-3
De VC-3 is de kleinste VC. Het voertuig wordt gebruikt door een Officier van Dienst tijdens kleinere incidenten. Bij de inzet van een brandweerpeloton, wanneer de OvD de pelotonscommandant wordt, is de VC-3 het hoofdkwartier van het peloton. De VC-3 levert de verbindingen naar de verschillende tankautospuiten (maximaal 4 plus de ondersteunende eenheden). De meeste brandweerkorpsen beschikken over een VC-3.

### VC-2
Bij een groter incident wordt een VC-2 ingezet. Een VC-2 is een Mercedes-Benz Sprinter met een speciale opbouw. De inzetcriteria kunnen per regio verschillen maar vaak wordt een VC-2 ingezet vanaf de opschaling "grote brand". Bij de inzet van een brandweercompagnie is de VC-2 het hoofdkwartier van de compagniescommandant. De VC-2 levert dan de verbindingen naar de VC-3's van de drie pelotons en naar de meldkamer. 
De 62 VC-2's zijn eigendom van het Ministerie van Binnenlandse Zaken en Koninkrijksrelaties maar worden door de regionale brandweerkorpsen beheerd en bemand. 
In veel gevallen wordt een Commandohaakarmbak naast de VC-2 geplaatst en aan de VC-2 gekoppeld als vergaderruimte zodat de centralisten hun werk in de VC-2 kunnen doen. In principe biedt een VC-2 ruimte voor 3 werkplekken.
De VC-2 dient zelf voldoende vermogen te leveren om alle apparatuur gedurende 8 uur te gebruiken zonder bij te tanken. Hierbij wordt gebruikgemaakt van de voertuigmotor en een aparte generator. De VC-2's zijn uitgerust met airconditioning om het personeel en de apparatuur koel te houden.

### VC-1
Bij een inzet van meerdere brandweercompagnies wordt een VC-1 ingezet. Dit is een grotere vrachtwagen waarin ook een vergaderruimte voor de Commandant Rampterrein voorzien is. De VC-1 levert de verbindingen naar de in het incidentgebied aanwezige VC-2's van de compagnies en naar de meldkamer en het operationeel team en beleidsteam.
In Nederland zijn slechts twee VC-1's actief (in Waalre en Barendrecht). De commandohaakarmbakken leveren een efficiëntere vergaderruimte en zijn in combinatie met een VC-2 gelijk aan een VC-1.

### Reddingsbrigade
In Nederland beschikken een aantal reddingsbrigades over een VC-2. Deze zijn eigendom van Reddingsbrigade Nederland en zijn in eerste instantie alleen voor inzet tijdens rampen. Wel kan een reddingsbrigade een VC huren, voor een eigen evenement. Ze zijn  voorzien van BZK-striping en optische en geluidssignalen. 

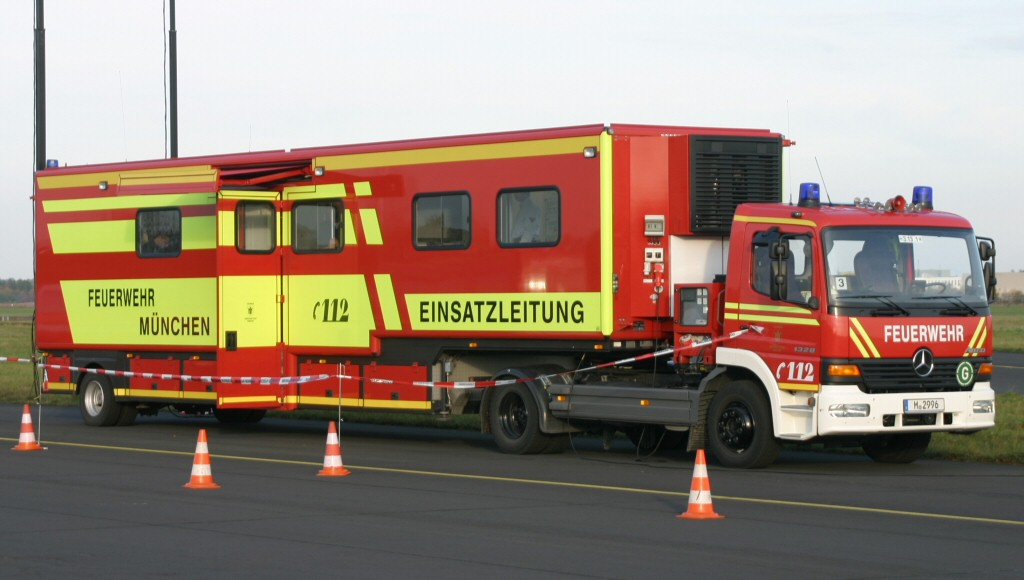
Een Einsatzleitwagen 3 van de brandweer München

## België
In België noemt men dit de CP OPS (= CommandoPost Operaties), hierin zitten alle disciplines samen in één ruimte voor crisiscommunicatie van bv. rampen en/of evenementen. In de CP OPS zitten dus vooral hulpdiensten (Politie, Brandweer en medische diensten) maar bijvoorbeeld ook de logistieke dienst en nog enkele belangrijke diensten. Per discipline is er ook een directeur aangeduid, hoofd van de CP OPS is de Dir CP OPS. Voor de brandweer is dit de Dir BW, voor de politie is dit de Dir Pol, voor de medische diensten een Dir Med, hoofd van de logistieke dienst is de Dir Log en ten slotte is er een Dir Info, die verantwoordelijk is voor de informatie. Het kan zijn dat er bij bepaalde disciplines ook adjunct-directeurs worden aangeduid. De functienaam wordt aangegeven op de jas van de verantwoordelijke directeuren en adjunct-directeuren.

## Duitsland
In Duitsland is de typering wat anders. Een VC-3 is daar een Kommandowagen, een VC-2 is een Einsatzleitwagen 1, een VC-1 is een Einsatzleitwagen 2 (minstens 9 zitplaatsen) of Einsatzleitwagen 3 (minstens 16 zitplaatsen).